# Hypolycaena thyrius
Hypolycaena thyrius är en fjärilsart som beskrevs av Hans Fruhstorfer 1912. Hypolycaena thyrius ingår i släktet Hypolycaena och familjen juvelvingar. Inga underarter finns listade i Catalogue of Life.